# Rogier van der Sande
R.A.M. (Rogier) van der Sande (Bergeijk, 5 november 1966) is een Nederlands politicus van de Volkspartij voor Vrijheid en Democratie (VVD). 

## Loopbaan
Van der Sande studeerde politicologie aan de Rijksuniversiteit Leiden.
Van der Sande begon zijn politieke loopbaan als algemeen secretaris van het hoofdbestuur van de Jongerenorganisatie Vrijheid en Democratie (JOVD) (1991-1992). Vervolgens was hij lid van de gemeenteraad van Leiden (1995-2002), wethouder van Leiden (2000-2006), vicevoorzitter van het hoofdbestuur van de VVD (2005-2008) en lid van het College van Gedeputeerde Staten in Zuid-Holland (2011-2017).
Van der Sande werd in september 2017 dijkgraaf van het Hoogheemraadschap van Rijnland. Van 1 januari 2019 tot en met 31 december 2024 was hij voorzitter van de Unie van Waterschappen.

## Biografie
Van der Sande is gehuwd en heeft drie kinderen.